# Chanowskysches Schlösschen

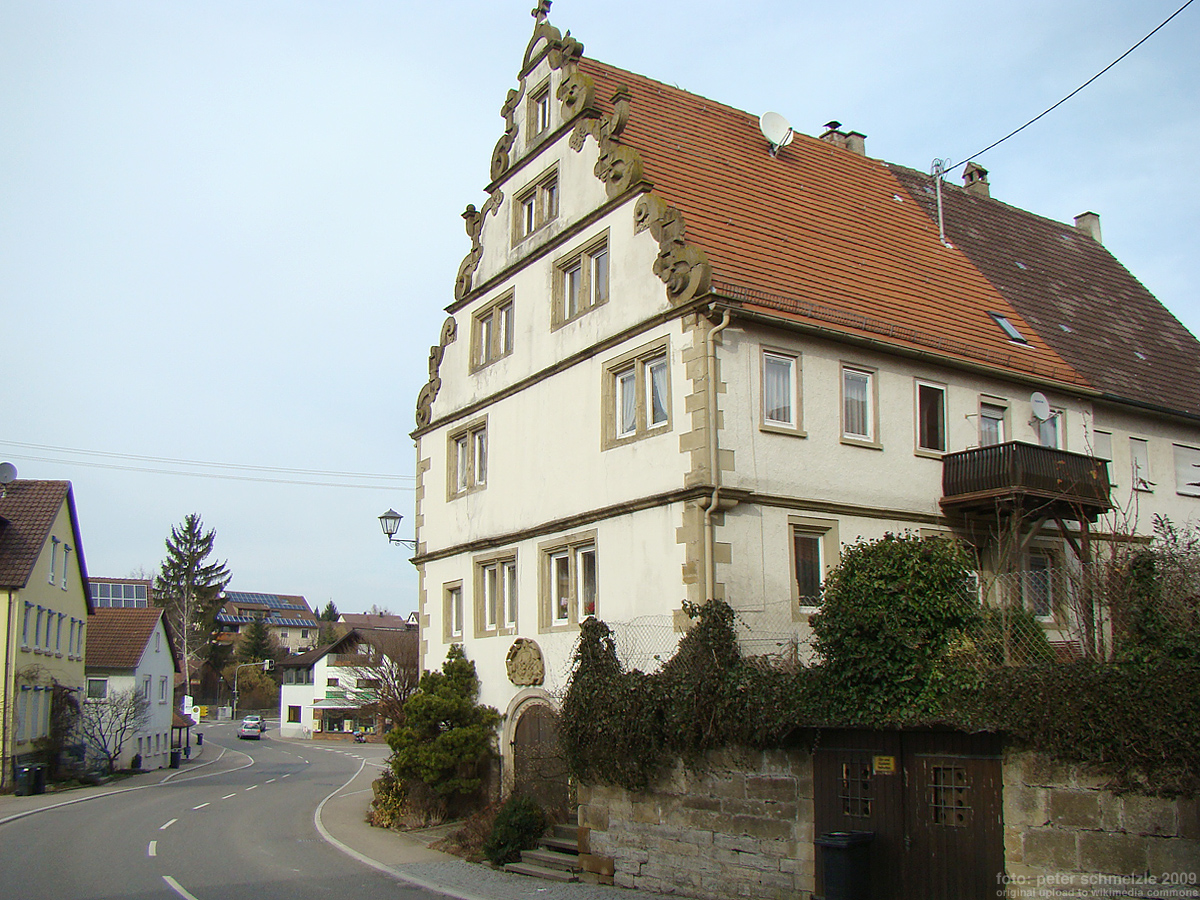
Chanowskysches Schlösschen in Langenbrettach (unsaniert)

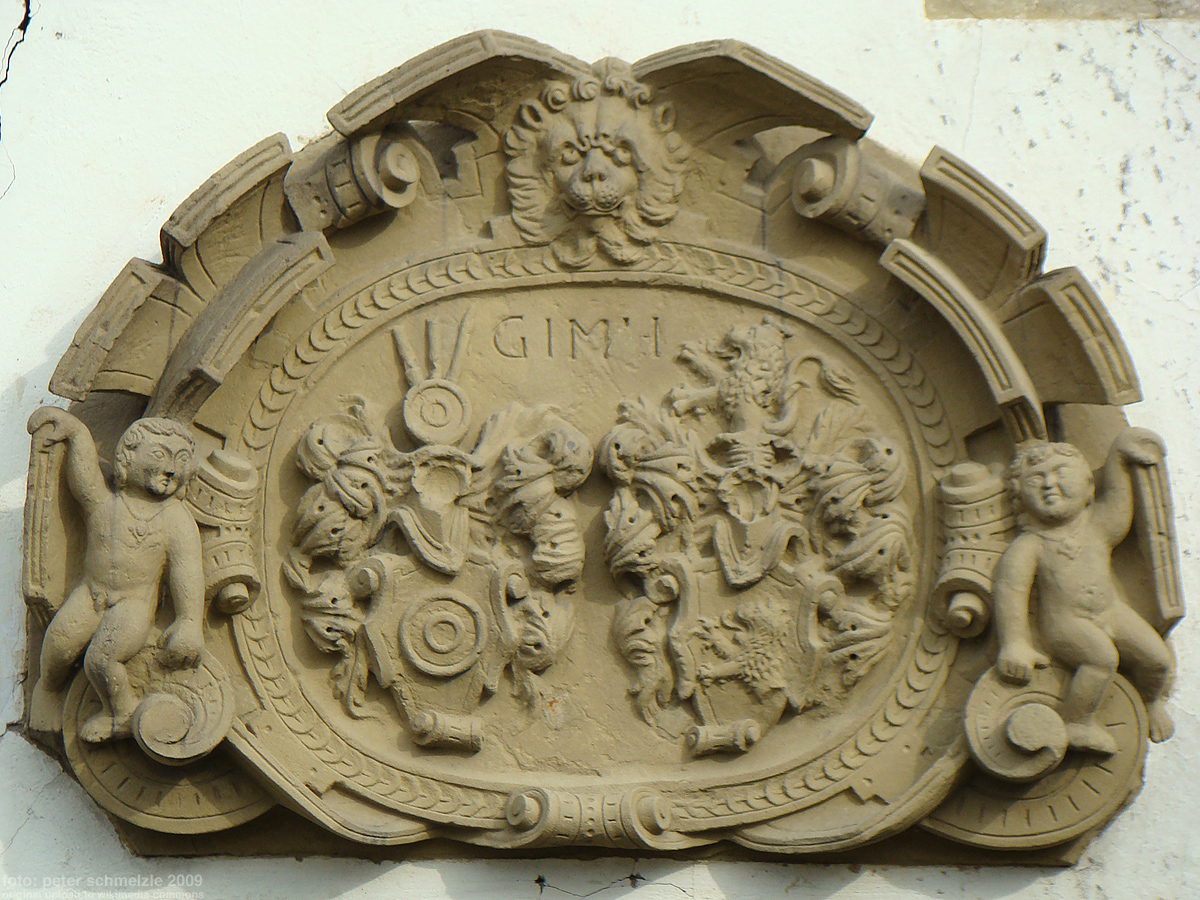
Chanowsky-Wappen am Gebäude

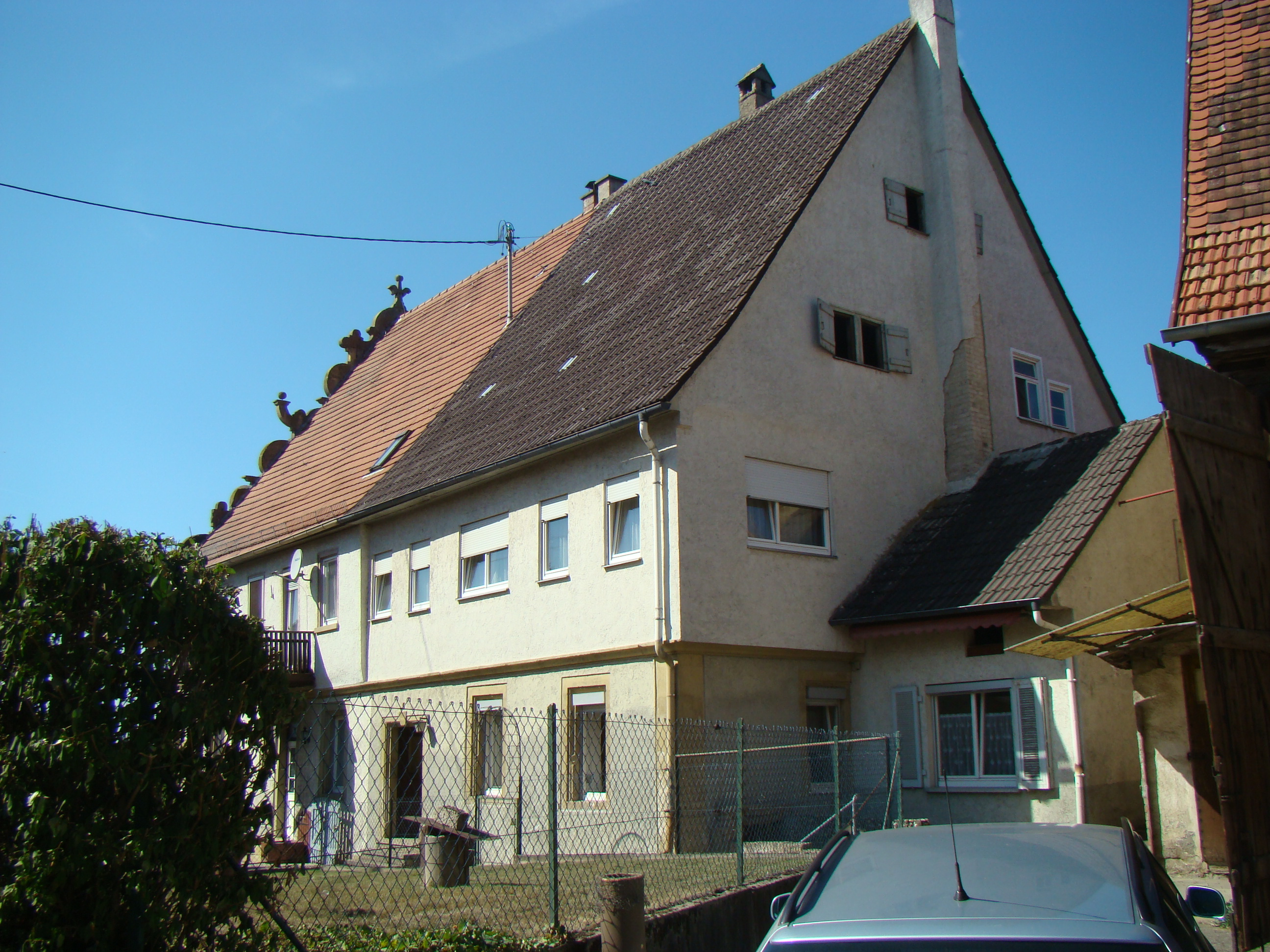
Rückwärtige Ansicht (unsaniert)

Das Chanowskysche Schlösschen in Brettach, einem Ortsteil von Langenbrettach im Landkreis Heilbronn in Baden-Württemberg, ist der ehemalige Herrensitz des böhmischen Adligen Heinrich Chanowsky aus dem späten 16. Jahrhundert. Das im Stil des Manierismus erbaute Herrenhaus ist eines der bedeutendsten Bauwerke des Ortes und dient seit Oktober 2015 unter der Bezeichnung Chanofsky-Schlössle als Verwaltungssitz.

## Geschichte
Heinrich Chanowsky emigrierte in den 1580er Jahren aufgrund seiner protestantischen Glaubenszugehörigkeit mit seiner Familie aus Böhmen. Er war zunächst am Hofe der Pfalzgrafen in Heidelberg und kam um den Jahreswechsel 1593/94 ins württembergische Neuenstadt am Kocher, wo er in Diensten des Herzogs Friedrich I. Forstmeister des Neuenstädter Forstes war. Um 1609/10 erbaute er seinen Herrensitz an der Hauptstraße in Brettach (heute ein Ortsteil von Langenbrettach). Außer dem Schlösschen befand sich auch noch der heutige Lindenhof als Wirtschaftshof im Besitz der Familie Chanowsky.
Das Anwesen kam 1664 in den Besitz von Herzog Friedrich von Württemberg-Neuenstadt, der 1649 zu seiner Versorgung die Ämter Neuenstadt, Möckmühl und Weinsberg erhalten hatte. Seit dem 18. Jahrhundert befand sich das Schlösschen in Privatbesitz und wurde in zwei Hälften aufgeteilt, die in der Folgezeit unterschiedlich baulich verändert und zu Wohnzwecken genutzt wurden. Besonders in der rückwärtigen bzw. nördlichen Haushälfte wurden in den 1970er Jahren größere Eingriffe in die originale Bausubstanz vorgenommen. Ebenfalls in den 1970er Jahren fanden letzte umfangreiche Sanierungsmaßnahmen an der repräsentativen südlichen Gebäudehälfte statt. Der Anbau an der Nordseite besteht als Waschhaus mindestens seit 1885 und wurde später um eine Küche vergrößert.
Inzwischen befindet sich das Gebäude im Besitz der Gemeinde, die es saniert und im Oktober 2015 dann den Verwaltungssitz vom benachbarten Rathaus in das Schlösschen verlegt hat.

## Beschreibung
Das Gebäude weist am Westgiebel einen markanten Volutengiebel auf und ist oberhalb der Kellertür mit dem Prunkwappen der Eheleute Chanowsky verziert: links das Chanowskysche Wappen mit Mühlstein, rechts das einen aufgerichteten Löwen zeigende Wappen seiner Ehefrau Johanna.
Über einem großen, eine Grundfläche von 165 m² einnehmenden Gewölbekeller erstreckt sich das rechteckige Gebäude über zwei Stockwerke aus ausgemauertem Fachwerk, darüber befinden sich zwei unterschiedlich ausgebaute Dachgeschosse mit Satteldach. Im gesamten Haus sind verschiedene Elemente seit der Zeit der Erbauung erhalten. Dazu zählen vor allem der Konsolstein im ersten Obergeschoss, der auf einem Holzbalken ruht, verschiedene stuckverzierte Decken sowie Teile des Fachwerks. Im Keller ist seit jeher eine (eventuell sogar zugeleitete) Quelle gefasst, um das Gebäude mit fließendem Wasser zu versorgen. Das den Keller durchfließende Wasser der Quelle hat in der Fassung bereits Tropfsteine gebildet. Der Boden des Kellers ist mit Sandsteinplatten ausgelegt.

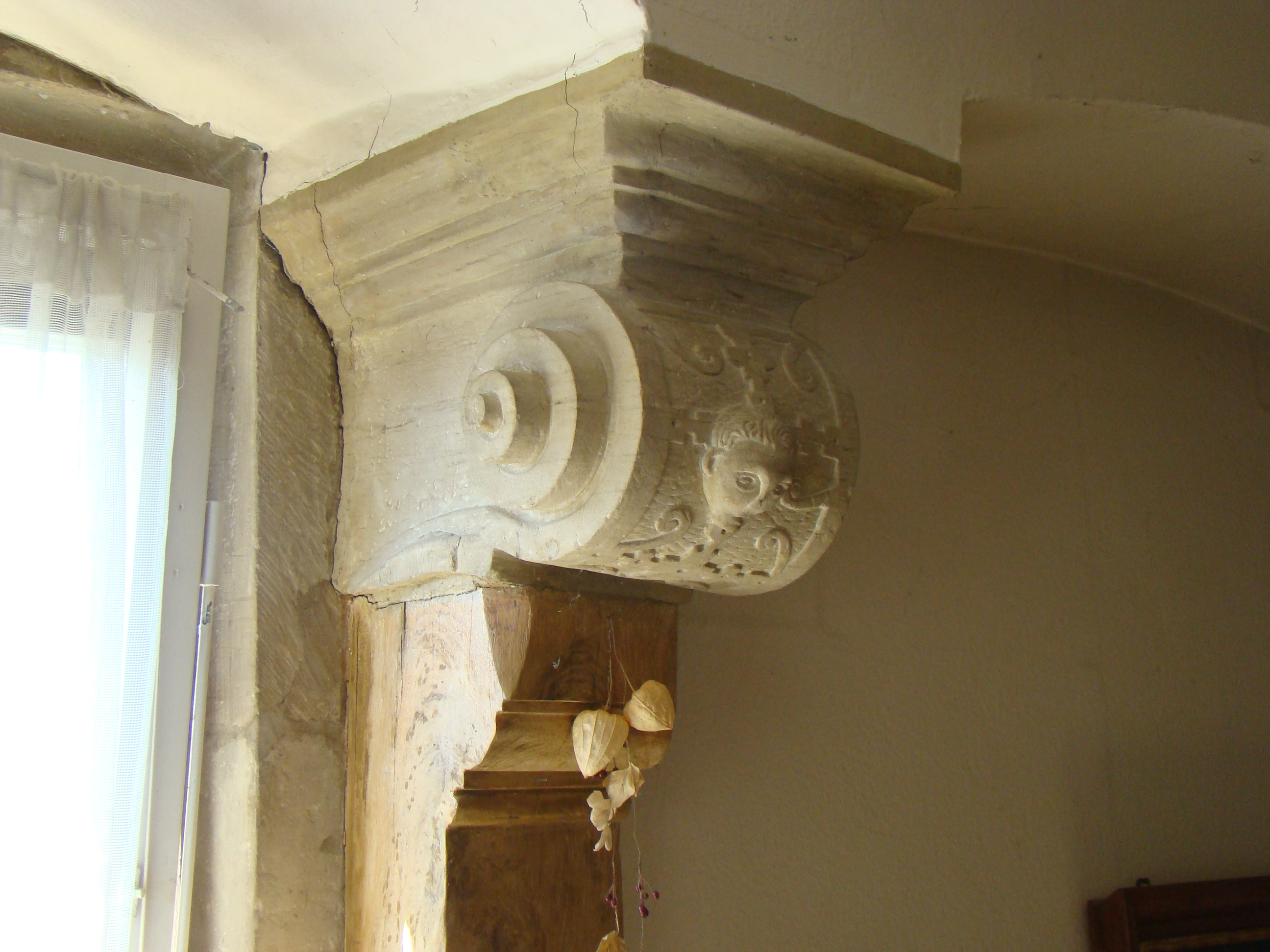
Konsolstein auf Holzbalken, 1. Stockwerk
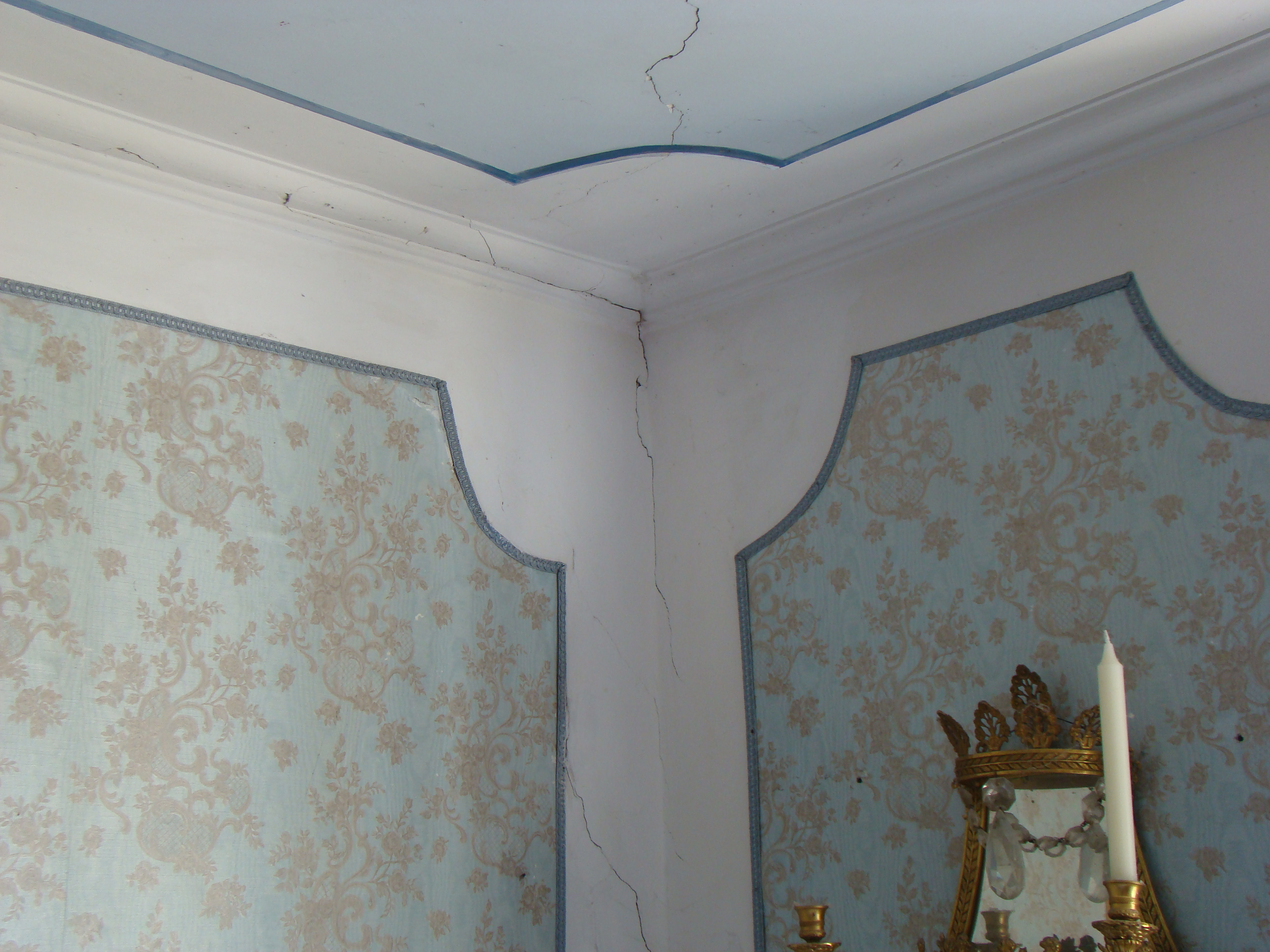
Stuckdecke im 2. Stockwerk
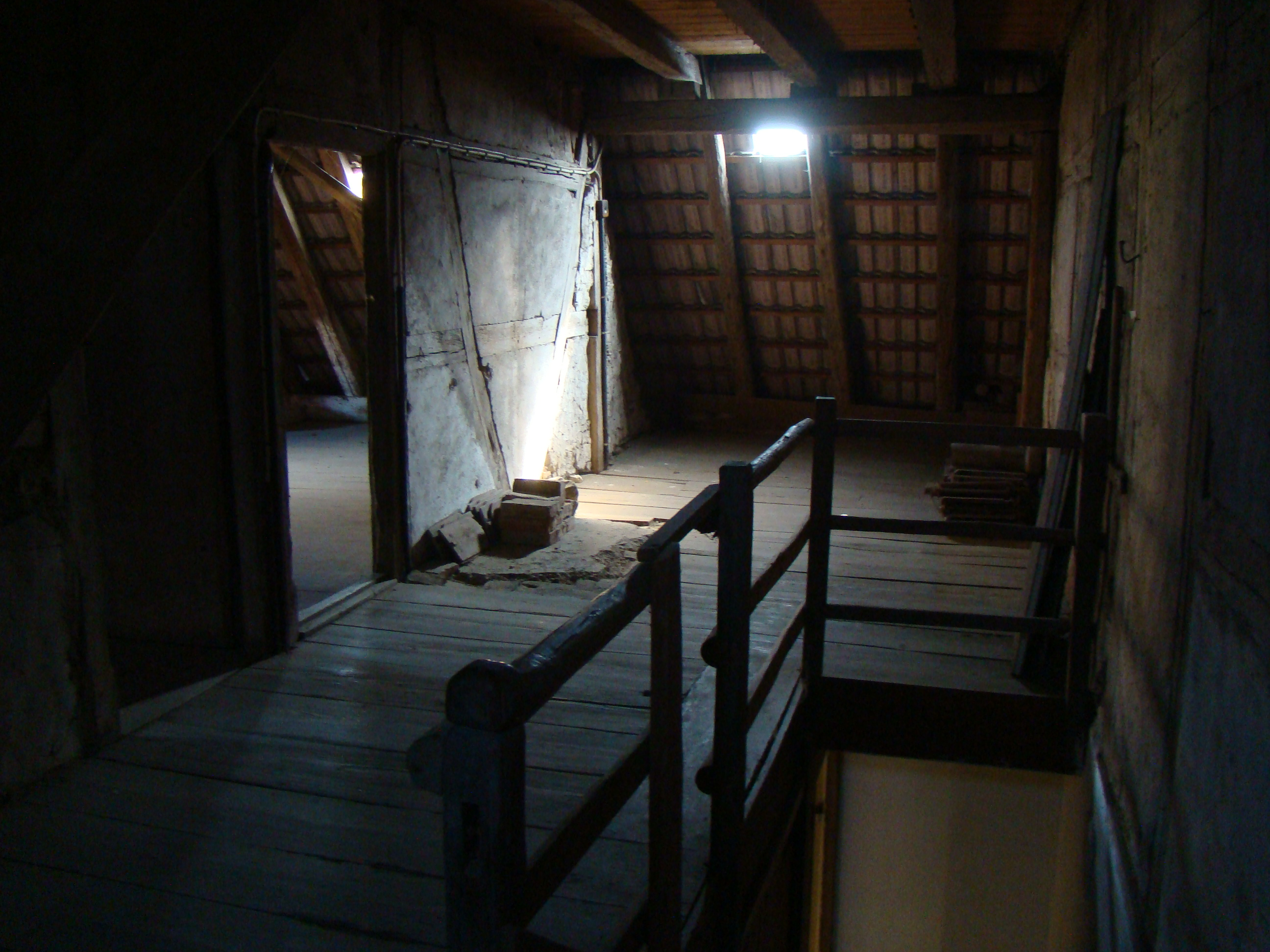
1. Dachgeschoss im hinteren Hausteil